# Tôm tít trắng
Tôm tít trắng, tên khoa học Harpiosquilla japonica, là một loài tôm tít trong họ Squillidae. Loài này được Manning và RB mô tả lần đầu tiên vào năm 1969.